# Eugenia victorinii
Eugenia victorinii är en myrtenväxtart som beskrevs av Brother Alain. Eugenia victorinii ingår i släktet Eugenia och familjen myrtenväxter. Inga underarter finns listade i Catalogue of Life.